# Rab
Rab es un municipio de Croacia en el condado de Primorje-Gorski Kotar.

## Geografía
Se encuentra a una altitud de 11 m s. n. m. a 217 km de la capital nacional, Zagreb.

## Demografía
En el censo 2011 el total de población del municipio fue de 8 065 habitantes, distribuidos en las siguientes localidades:
- Banjol -  1 907
- Barbat na Rabu - 1 242
- Kampor -  1 173
- Mundanije -  520
- Palit -  1 687
- Rab -  437
- Supetarska Draga - 1 099

| Gráfica de población de Rab 1857-2011                               |
|                                                                     |
| Según los censos de población de la oficina estadística de Croacia. |